# Olloqui (apellido)

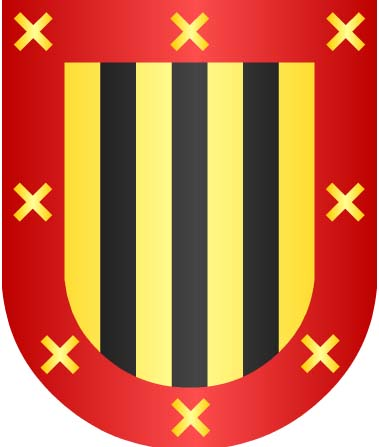
Escudo de armas.

Olloqui es un apellido vasco de origen navarro que proviene del pueblo Olloki del Valle de Esteribar o da nombre al mismo (apellido toponímico).
La “familia Olloqui” que ocupa un lugar destacado en la historia de Esteribar y de Navarra, defendieron desde el siglo XIII sus privilegios hasta la primera guerra carlista. 
Este apellido ha sufrido varias tranformaciones a lo largo de los años como Oyoque, Ouyoque, Olloki y se ha extendido por diversos lugares colindantes a Navarra como La Rioja.
Además, gracia a la emigración a América este apellido y sus variantes son comunes en la Baja California y en la propia California.
Es en 1512 – 1530, donde se habla de la implicación de esta familia, como familia agramontesa, en el intento de recuperación del reino de Navarra en 1512 y de las represalias que sufrieron como consecuencia de esto.
El escudo de armas de la familia es de oro, tres palos de sable, bordura de gules con ocho apas de oro.
- Datos: Q37306470
- Multimedia: Olloqui (surname) / Q37306470